# Governanti tradizionali della Nigeria

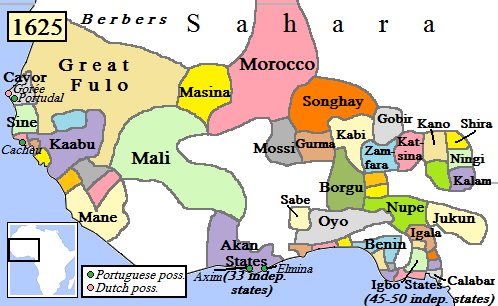
L'Africa occidentale nel 1625 mostra i molti stati presenti nell'area a quel tempo. L'attuale Nigeria copre la parte orientale di quest'area, tra cui l'Oyo, l'Impero del Benin (non correlato all'attuale Repubblica del Benin), gli stati Igbo ad est ed i regni Hausa / Fulani come il Katsina ed il Kano a nord.

Col termine di governanti tradizionali della Nigeria si intendono sovente i governanti degli stati indipendenti o comunità esistenti prima della formazione della moderna Nigeria, nella medesima area. Pur non avendo alcun potere politico, essi godevano di un notevole rispetto da parte della popolazione su cui avevano una considerevole influenza.
Pur spesso avendo legami coi loro antenati sovrani, con l'evolversi degli stati questi governanti finirono per venire identificati come figure con ruolo pari a quello ricoperto dalla nobiltà dell'Europa occidentale.

## Il periodo pre-coloniale

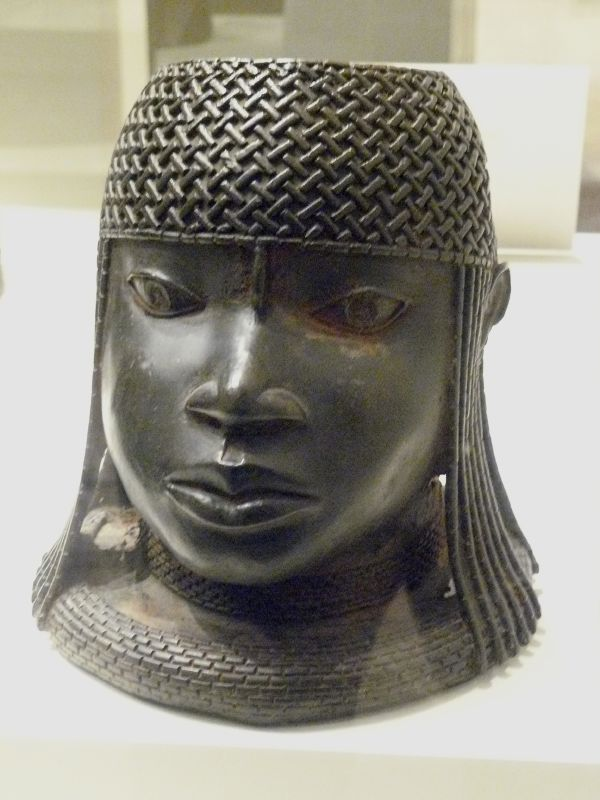
Immagine del governante (Oba) dell'Impero del Benin nel XVI secolo.

La moderna Nigeria comprende terre tradizionalmente occupate da gruppi etnici altamente diversi al loro interno per lingue e tradizioni culturali. In tempi antichi, la parte sud-orientale che includeva il delta del fiume Niger venne occupata dal popolo Igbo e da popolazioni ad esso correlate, mentre la parte a sud-ovest venne occupata dai popoli Yoruba mentre quella a nord dai popoli Hausa e Fulani con complessi intrecci etnici tra le differenti parti per un totale di circa 200 gruppi distinti.
Prima dell'arrivo degli inglesi sul finire del XIX secolo, la storia dell'area era stata segnata da continui scontri tra l'Impero Oyo, l'Impero Kanem-Bornu ed il Califfato Sokoto che occupavano le aree maggiori della zona.
Le strutture politiche locali, pur differenti di comunità in comunità, avevano in comune la gestione territoriale attraverso l'uso di capi locali che venivano sfruttati dai sovrani come governatori di insiemi di villaggi. Il califfato Sokoto era diviso in emirati, con gli emiri locali ovviamente sottoposti al sultano di Sokoto, mentre altri erano de facto veri e propri sovrani indipendenti.

## L'epoca coloniale
Per molto tempo gli europei avevano commerciato con gli stati costieri, scambiando essenzialmente cotone e altri beni lavorati per schiavi e olio di palma in centri come Calabar, Bonny e Lagos.
Il Protettorato della costa del Niger venne fondato nel 1891 e comprendeva una piccola area attorno alla costa.
Durante il periodo 1879–1900 la Royal Niger Company fece molti sforzi per prendere il controllo anche dell'interno dello stato, attraverso l'uso della forza e creando trattati di "protezione" coi governanti locali.
Il territorio della compagnia venne venduto al governo britannico nell'anno 1900, quando la regione meridionale venne unita al Protettorato della costa del Niger per divenire rispettivamente il Protettorato della Nigeria meridionale ed il Protettorato della Nigeria settentrionale. Nel 1914 le due parti vennero uniti a formare la Colonia e Protettorato della Nigeria, coi medesimi confini della Nigeria attuale.
Il primo Alto Commissario per la Nigeria settentrionale. Frederick Lugard, tentò di governare attraverso i governanti locali, e questo approccio venne successivamente esteso anche a sud. Il successore di Lugard, Hugh Clifford, abbandonò questo sistema introducendo un consiglio legislativo con alcuni membri scelti a sud, relegando i governanti tradizionali a ruoli meramente simbolici.
Col tempo, le relazioni tra l'amministrazione coloniale e i governanti locali si evolvette. Ad esempio il popolo Tiv, il quarto per grandezza, era sempre stato estremamente decentralizzato senza un governante centrale. I britannici crearono dunque l'incarico del Tor Tiv nel 1947, nominando Makere Dzakpe quale primo detentore di tale titolo, di modo da poter disporre di un "governante tradizionale" per interloquire con il popolo Tiv.

## La Nigeria indipendente

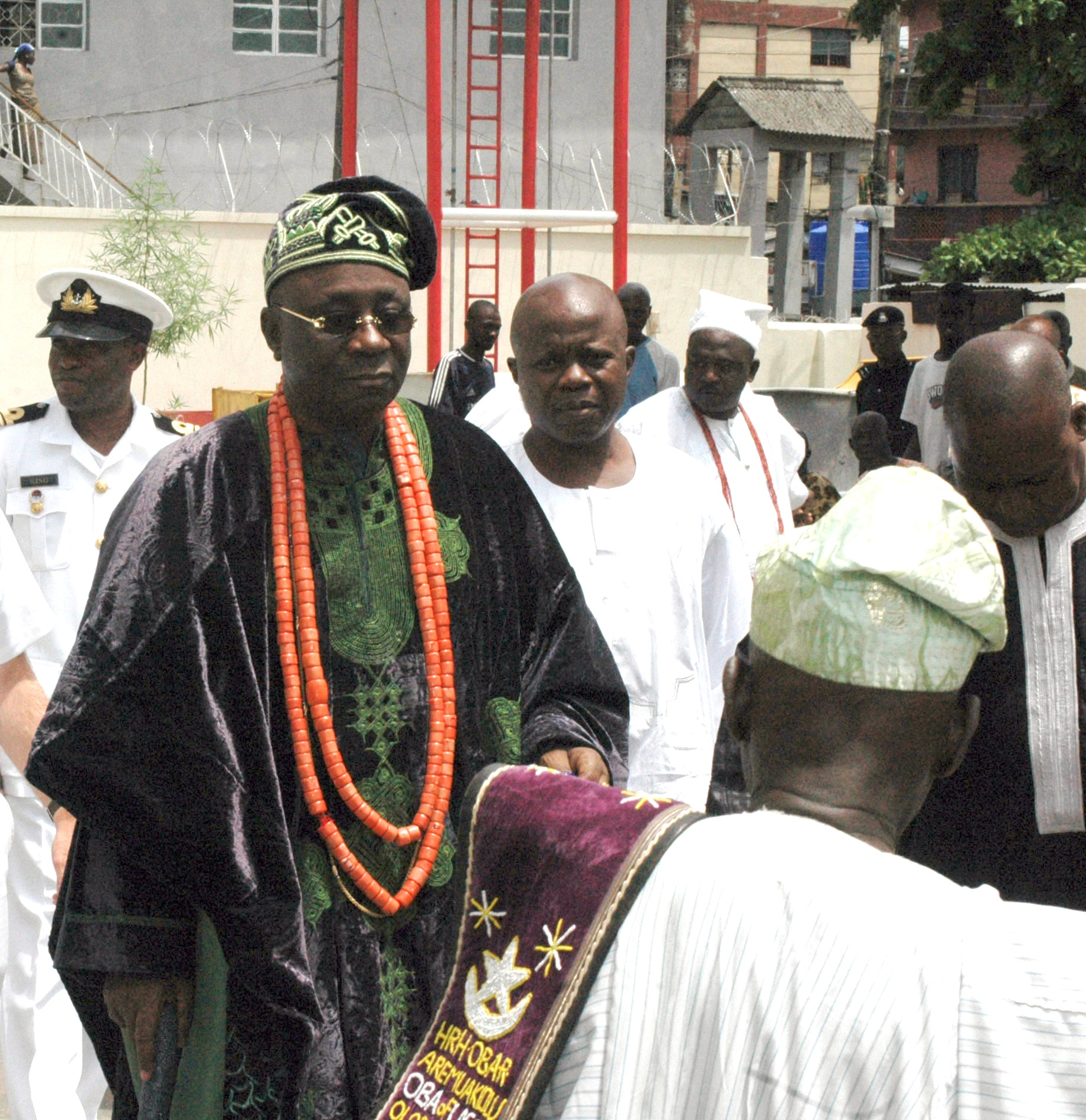
L'Oba di Lagos con una delegazione della marina nel giugno del 2006

Con l'indipendenza nel 1960, dopo una serie di governi democratici e militari, lo status dei governanti tradizionali riuscì ad evolversi anche oltre. A nord, gli emiri persero il loro tradizionale potere a scapito dell'amministrazione di governo retta da notabili locali.
Nel maggio del 1994, il governo del generale Sani Abacha depose Awwal Ibrahim, Sarkin Zazzau dell'Emirato di Suleja, ma questo venne reintegrato al suo posto nel gennaio del 2000.
In molti casi, il governo ha unito o diviso i domini tradizionali. Ad esempio, due erano i capi tradizionali del popolo Efik nell'area attorno a Calabar, ma nel dicembre del 1970 ne venne creato solo uno col titolo di Obong.
Quando lo stato di Yobe venne creato vi erano solo quattro emirati, ma nel gennaio del 2000 il governatore dello stato Bukar Abba Ibrahim strutturò nuovamente lo stato in 13 emirati.
Il governo mantenne essenzialmente le classificazioni coloniali. Per questo quando il governatore dello stato di Kwara, Bukola Saraki, nominò tre nuovi monarchi nell'agosto del 2010, il nuovo emiro di Kaiama venne designato come regnante di I classe, mentre l'Onigosun di Igosun e l'Alaran di Aran-Orin vennero indicati come monarchi di III classe.
Ancora oggi quindi in Nigeria sussistono dei governanti locali che godono del rispetto della popolazione ed esercitano un notevole potere politico e una certa influenza economica, pur non avendo alcun ruolo formale nella struttura democratica dello stato.
Essi possono comunque eventualmente ricoprire anche cariche amministrative nello stato.
Essi oggi hanno l'importante compito di mediatori tra il popolo e lo stato, incarnando l'identità nazionale, risolvendo conflitti minori e provvedendo dove la burocrazia dello stato non riesce ad arrivare.
Una delle ragioni della loro grande influenza è il fatto di conoscere l'inglese che è la lingua ufficiale dello stato, un privilegio di pochi tra la popolazione meno abbiente che quindi li rende indispensabili per mediare col governo.
Dal giugno del 2010, lo stato di Akwa Ibom ha registrato 116 governanti tradizionali con ufficiali certificati dallo stato.

## Titoli
In Nigeria sono stati riconosciuti 521 differenti linguaggi nativi e pertanto vi è una serie lunghissima di titoli nobiliari per i governanti tradizionali.
Negli stati musulmani a nord, Emiro è la parola utilizzata normalmente nella lingua parlata per indicare il capo di stato, ma localmente si usano vocaboli come Sarki, Shehu, Mai, Lamido, ecc.
Oba è il titolo presso il popolo Edo, Enogie è indicato per i corrispettivi di "duca", mentre Okao e Odionwere sono descritti come "governatori" e "capi anziani".
Il termine di Oba è utilizzato anche presso il popolo Yoruba per riferirsi ai governanti a fianco di titoli come Ooni, Alake, Alaafin, Awujale, Olomu, Akarigbo, Orangun, Olu'wo, ecc.
A sud-est titoli come Obi, Igwe e Eze sono titoli comunemente usati dal popolo Igbo, ma vi sono anche titoli localmente utilizzati come Amanyanabo, Orodje, Obong, ecc.